# Obwód pskowski
Obwód pskowski (ros. Псковская область) – jednostka administracyjna Federacji Rosyjskiej.

## Geografia
Obwód położony w północno-zachodniej Rosji.

## Strefa czasowa
Obwód pskowski należy do moskiewskiej strefy czasowej (MSK): do 25 października 2014 UTC+04:00 przez cały rok, od 26 października 2014 UTC+03:00 przez cały rok.
Jeszcze wcześniej, przed 27 marca 2011 roku, obowiązywał czas standardowy (zimowy) strefy UTC+03:00, a czas letni – UTC+04:00.

## Historia

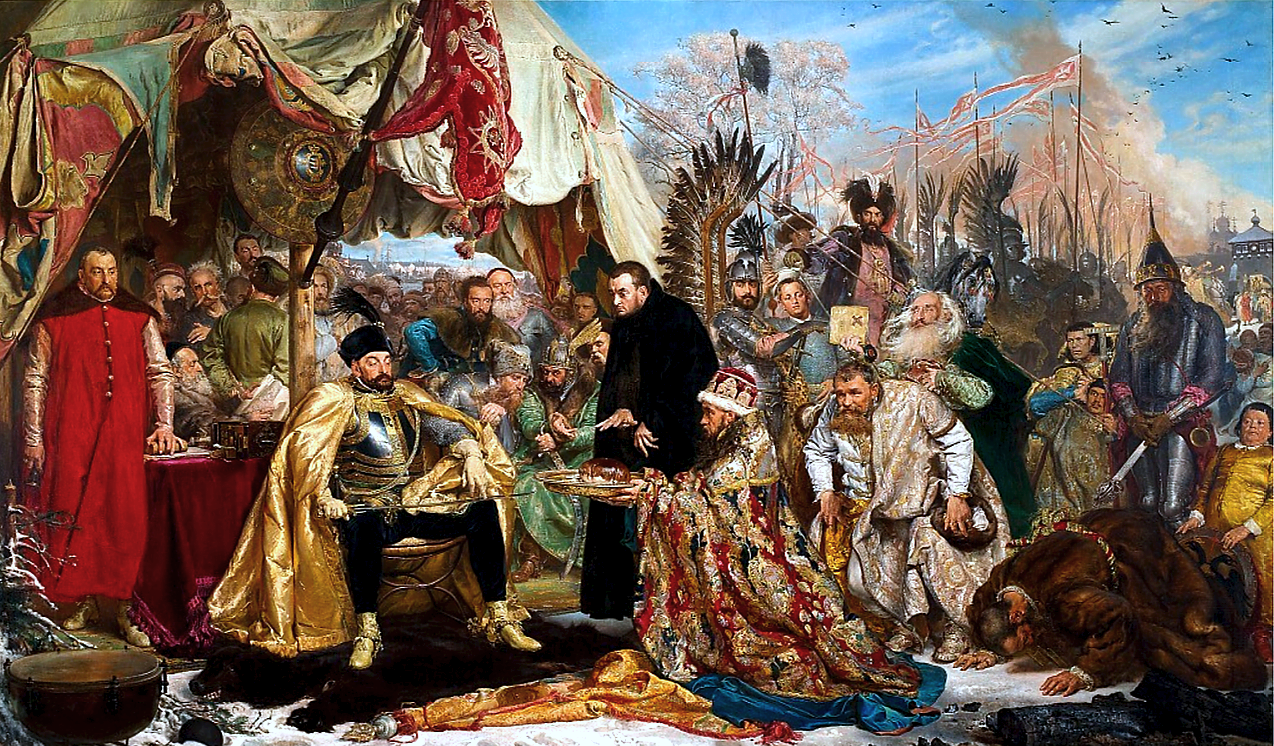
Stefan Batory pod Pskowem – obraz Jana Matejki

W IV tys. p.n.e. ziemie te zostały zasiedlone przez plemiona ugrofińskie. Od VII wieku n.e. były terenem osadnictwa słowiańskiego. W tym czasie zachodnią część przez bałtycko-fińskie plemię Votów.
W średniowieczu na terenie obwodu istniała Republika Pskowska. W 1510 r. Republika Pskowska została zajęta przez Wielkie Księstwo Moskiewskie, a od 1547 r. jej ziemie stanowiły część Rosji. Obszar zmagań wojny litewsko-rosyjskiej w latach 1558–1570 i wojny polsko-rosyjskiej w latach 1577–1582. Polacy stoczyli tu kilka zwycięskich bitew: bitwę pod Newlem, oblężenie Wielkich Łuk i oblężenie Zawołocza. W 1582 w położonym tu Jamie Zapolskim podpisano rozejm pomiędzy Polską a Rosją. Południowe krańce regionu z miastami Newel, Siebież i Uświat leżały w granicach I Rzeczypospolitej (województwa połockie i witebskie) do I rozbioru (1772). W Siebieżu zachował się barokowy kościół św. Trójcy, wzniesiony w 1649 r., obecnie pełniący funkcję świątyni prawosławnej, natomiast we wsi Anninskoje (dawny Anińsk) zachowały się ruiny polskiego dworu szlacheckiego Korsaków, w którym w czasie I wojny światowej zamieszkiwała polska malarka Zofia Romer. Z tych okolic pochodzili m.in. chirurg Jan Minkiewicz, lekarz i działacz społeczny Teodor Hryniewski, dyplomatka PRL Wanda Michalewska oraz kompozytor Witold Rudziński.
W okresie międzywojennym Pytałowo było częścią Łotwy, a Pieczory i Izborsk Estonii.

## Demografia
| 1989 | 846 000 |
| 2002 | 760 810 |
| 2006 | 724 594 |
| 2008 | 708 701 |
| 2010 | 688 649 |

Od 1989 do 2008 r. ludność obwodu zmniejszyła się o ponad 15%, i nadal zmniejsza się o około 1% rocznie (dane z www.world-gazetteer.com).
W 1926 w obecnych granicach obwodu mieszkało 1,678 mln ludzi. Powodem tak dużego spadku w XX wieku były straty wojenne w latach 1941–1944 i oddalenie od głównych obszarów aktywności gospodarczej w ZSRR.
Według danych ze spisu z 2010 r. obwód zamieszkiwało 359 Polaków.
Wokół miasta Pieczory zamieszkuje autochtoniczna mniejszość etniczna Setu.

## Miasta

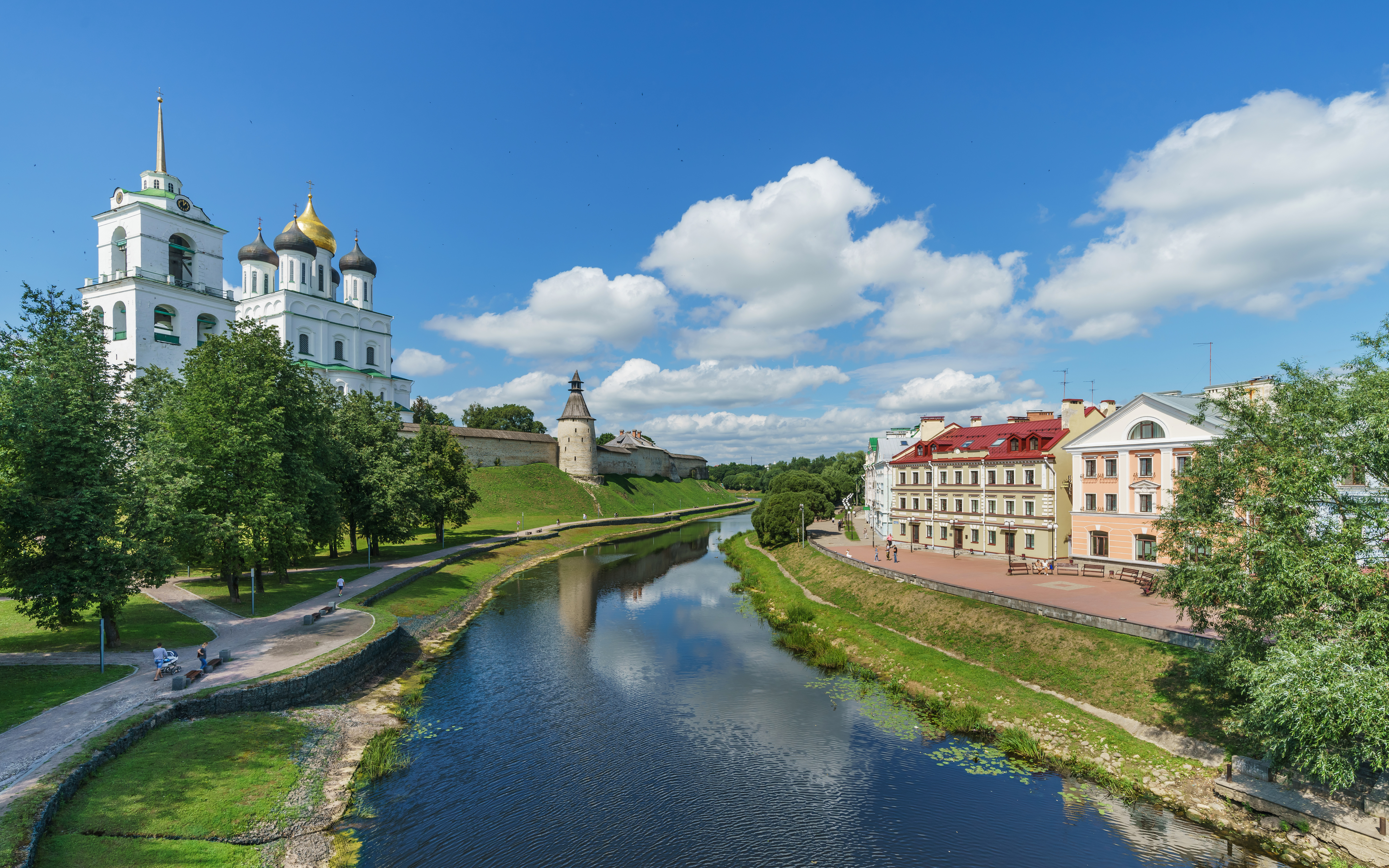
Psków to stolica i największe miasto obwodu

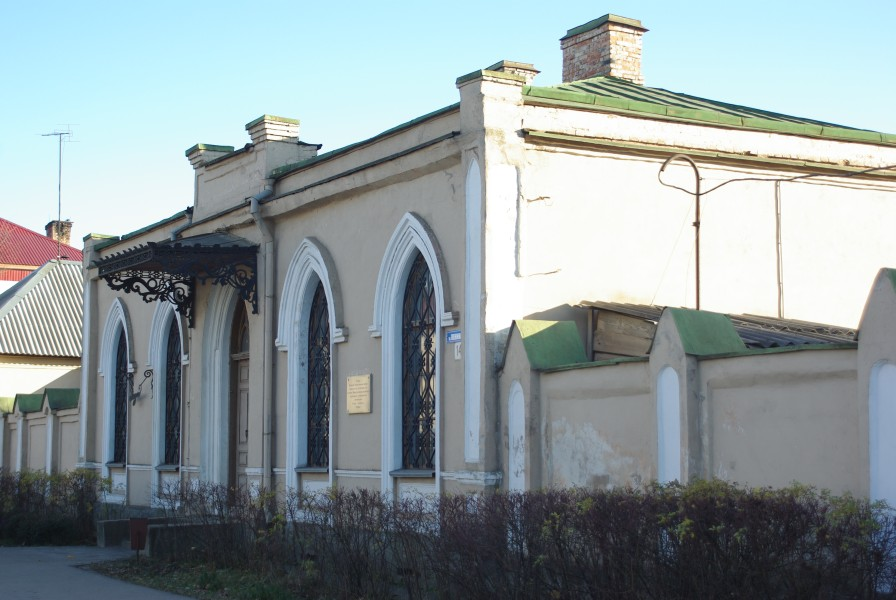
Newel to największe miasto obwodu spośród przynależących przed rozbiorami do Rzeczypospolitej

|     | miasto        | populacja (1.01.2018) |
| --- | ------------- | --------------------- |
| 1.  | Psków         | 210 501               |
| 2.  | Wielkie Łuki  | 91 435                |
| 3.  | Ostrow        | 20 427                |
| 4.  | Newel         | 15 079                |
| 5.  | Opoczka       | 10 144                |
| 6.  | Pieczory      | 9871                  |
| 7.  | Porchow       | 8743                  |
| 8.  | Dno           | 7683                  |
| 9.  | Nowosokolniki | 7219                  |
| 10. | Siebież       | 5401                  |
| 11. | Pytałowo      | 5348                  |
| 12. | Pustoszka     | 4017                  |
| 13. | Gdow          | 3460                  |

## Podział administracyjny
Na obwód pskowski składa się 26 głównych jednostek administracyjnych: 24 regiony i 2 okręgi miejskie.

### Rejony
1. Rejon bieżanicki
2. Rejon diedowiczski
3. Rejon dnowski
4. Rejon gdowski
5. Rejon krasnogorodski
6. Rejon kunjiński
7. Rejon łokniański
8. Rejon newelski
9. Rejon noworżewski
10. Rejon nowosokolniczeski
11. Rejon ostrowski
12. Rejon pałkiński
13. Rejon pieczorski
14. Rejon plusski
15. Rejon pоrchowski
16. Rejon pskowski
17. Rejon pustoszkiński
18. Rejon puszkinogorski
19. Rejon pytałowski
20. Rejon opoczecki
21. Rejon siebieski
22. Rejon strugo-krasnieński
23. Rejon uswiatski
24. Rejon wielkołukski

### Okręgi miejskie
1. Psków
2. Wielkie Łuki

## Gospodarka
W obwodzie rozwinął się przemysł maszynowy, elektrotechniczny, materiałów budowlanych, lniarski oraz spożywczy. W regionie uprawia się len, zboże, ziemniaki oraz hoduje się bydło, trzodę chlewną.

## Tablice rejestracyjne
Tablice pojazdów zarejestrowanych w obwodzie pskowskim mają oznaczenie 60 w prawym górnym rogu nad flagą Rosji i literami RUS.

## Galeria zdjęć

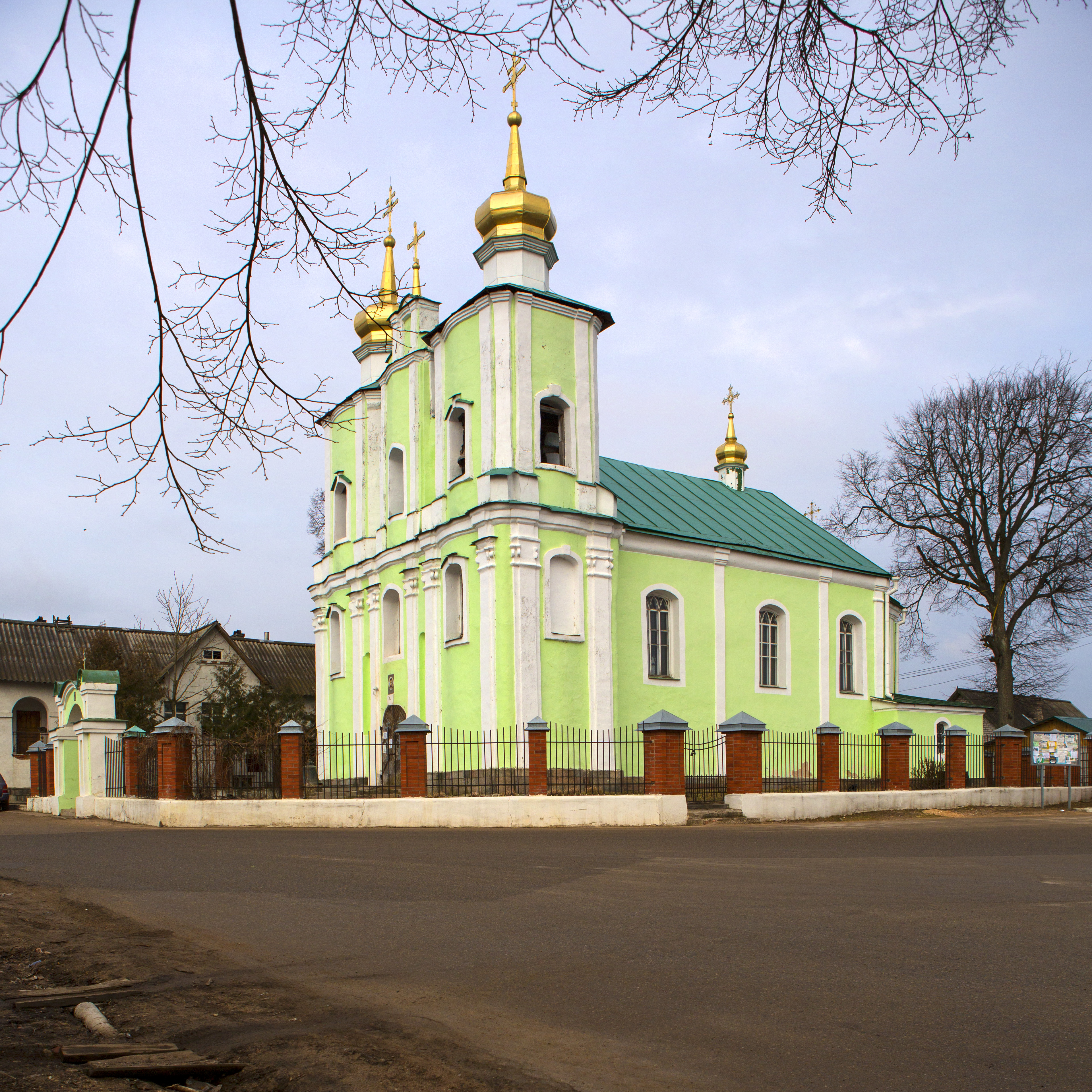
Kościół św. Trójcy w Siebieżu z czasów I Rzeczypospolitej
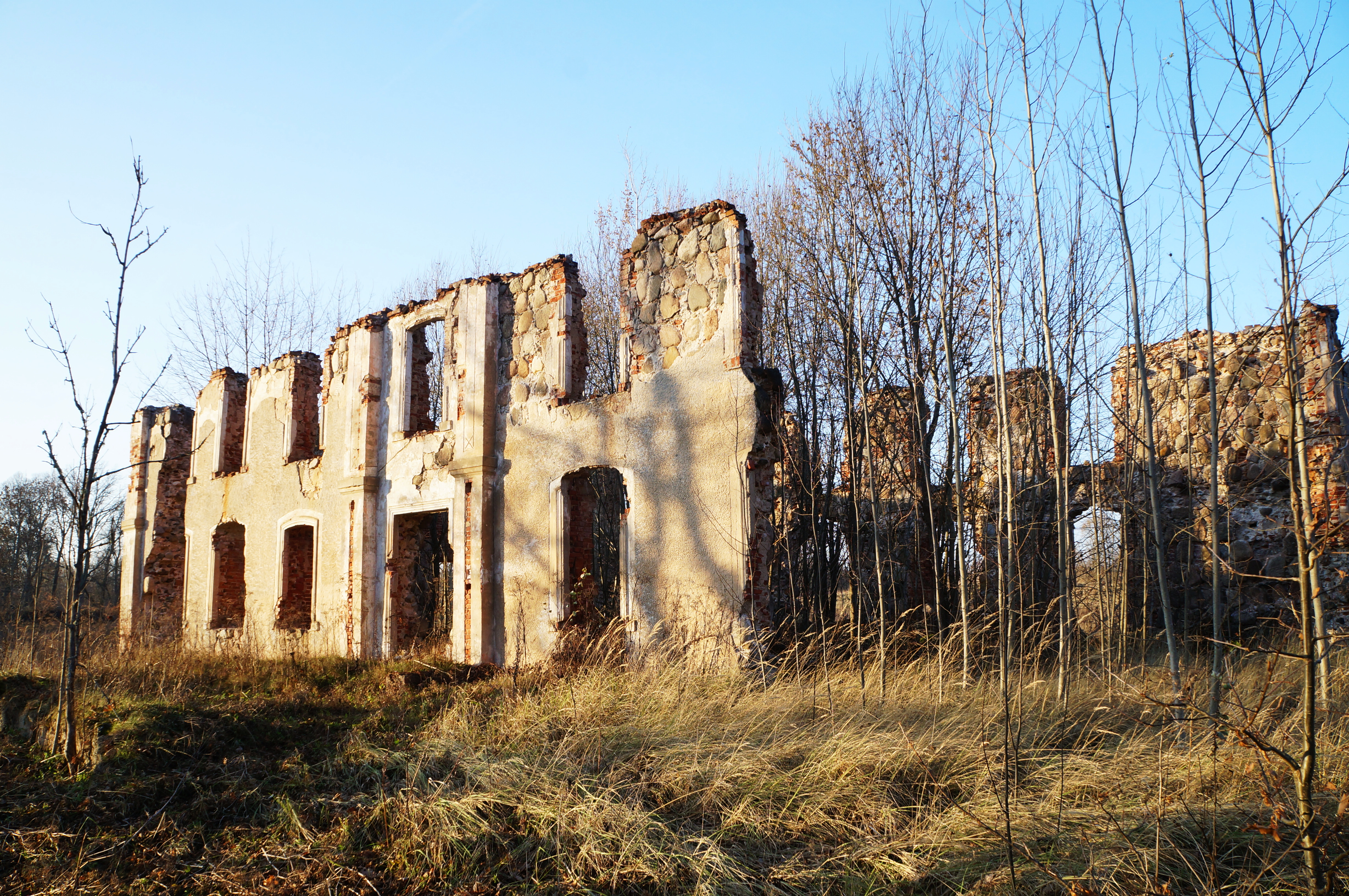
Ruiny dworu Korsaków w Anninskoje
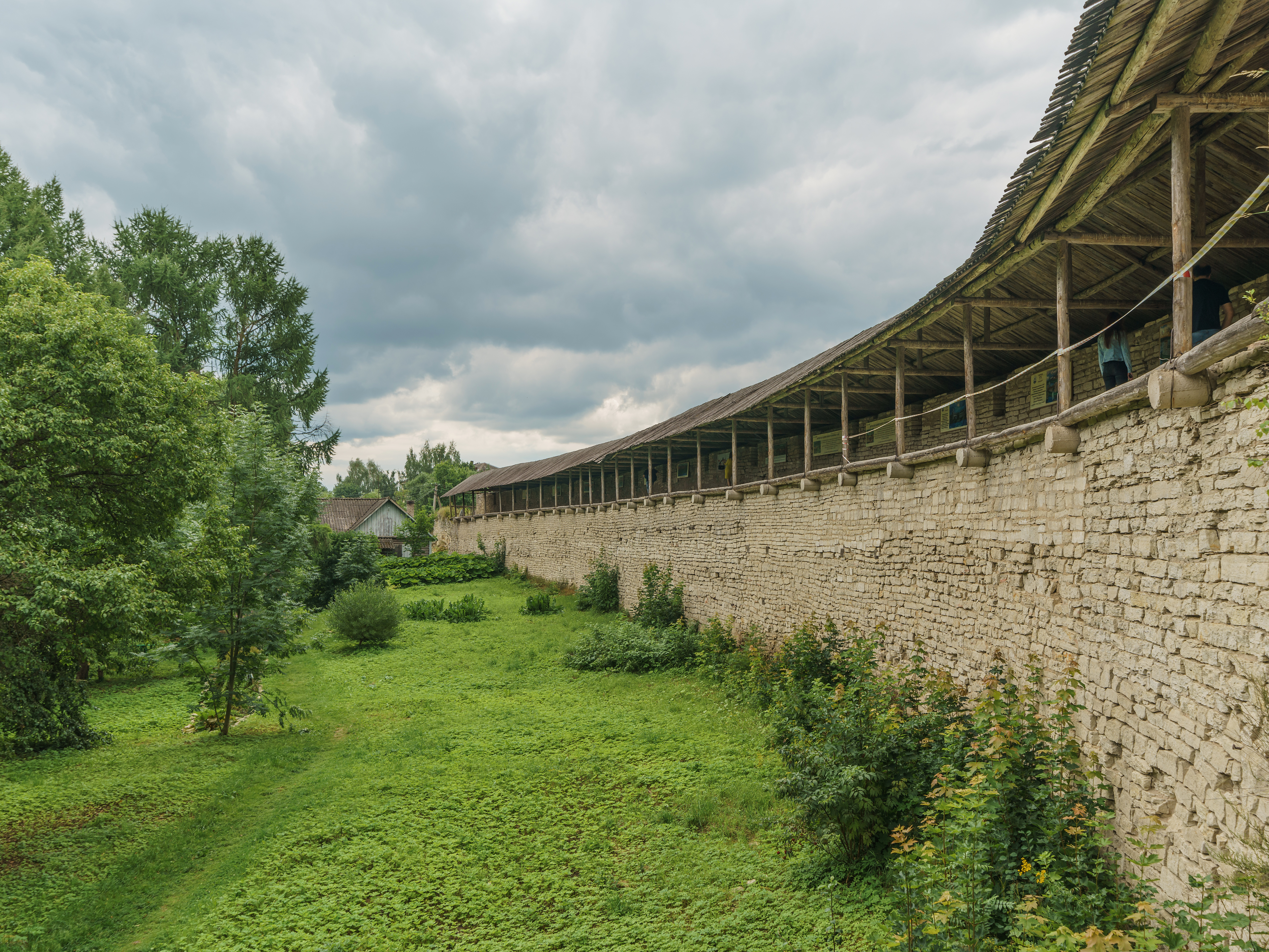
Twierdza w Porchowie
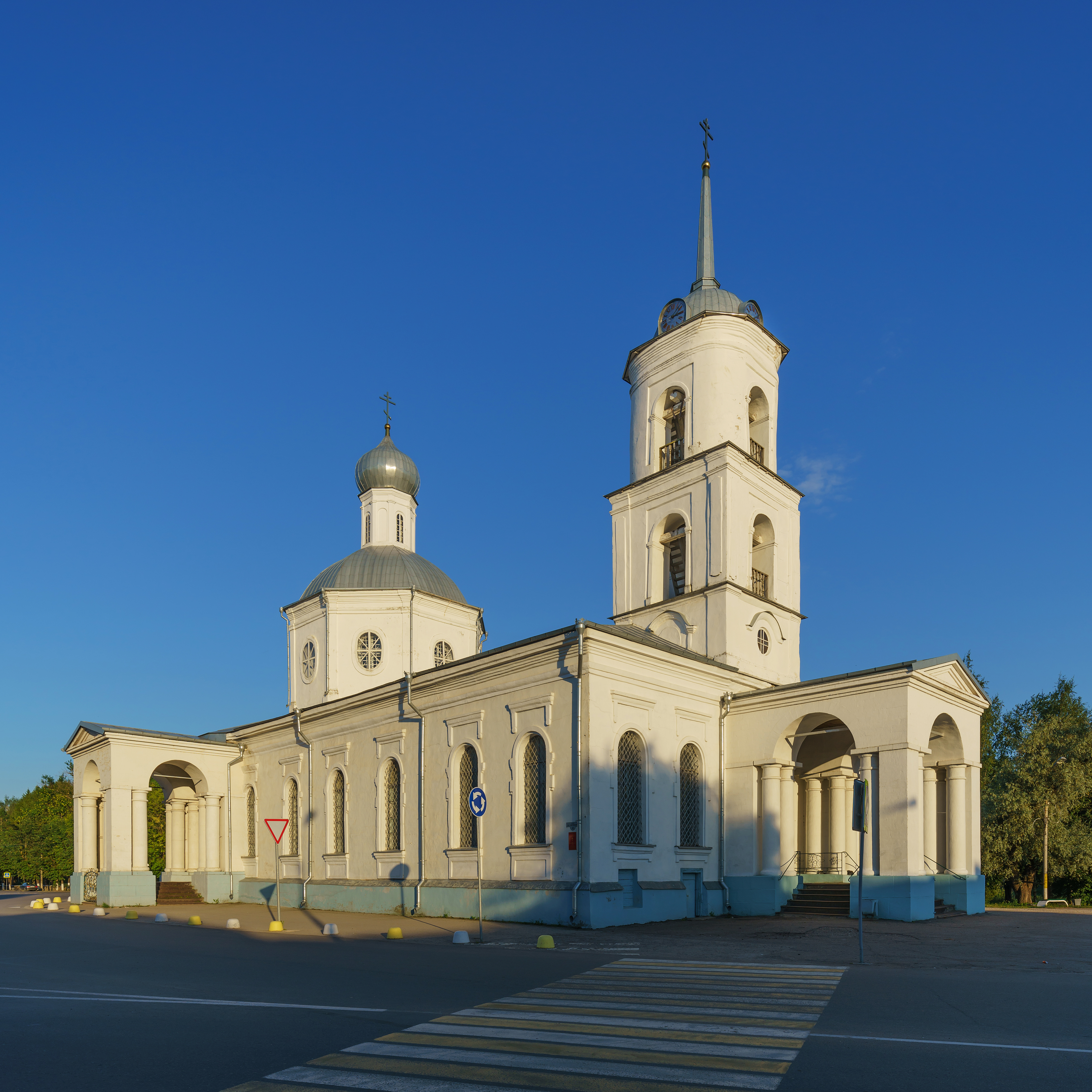
Sobór Trójcy Świętej w Ostrowie
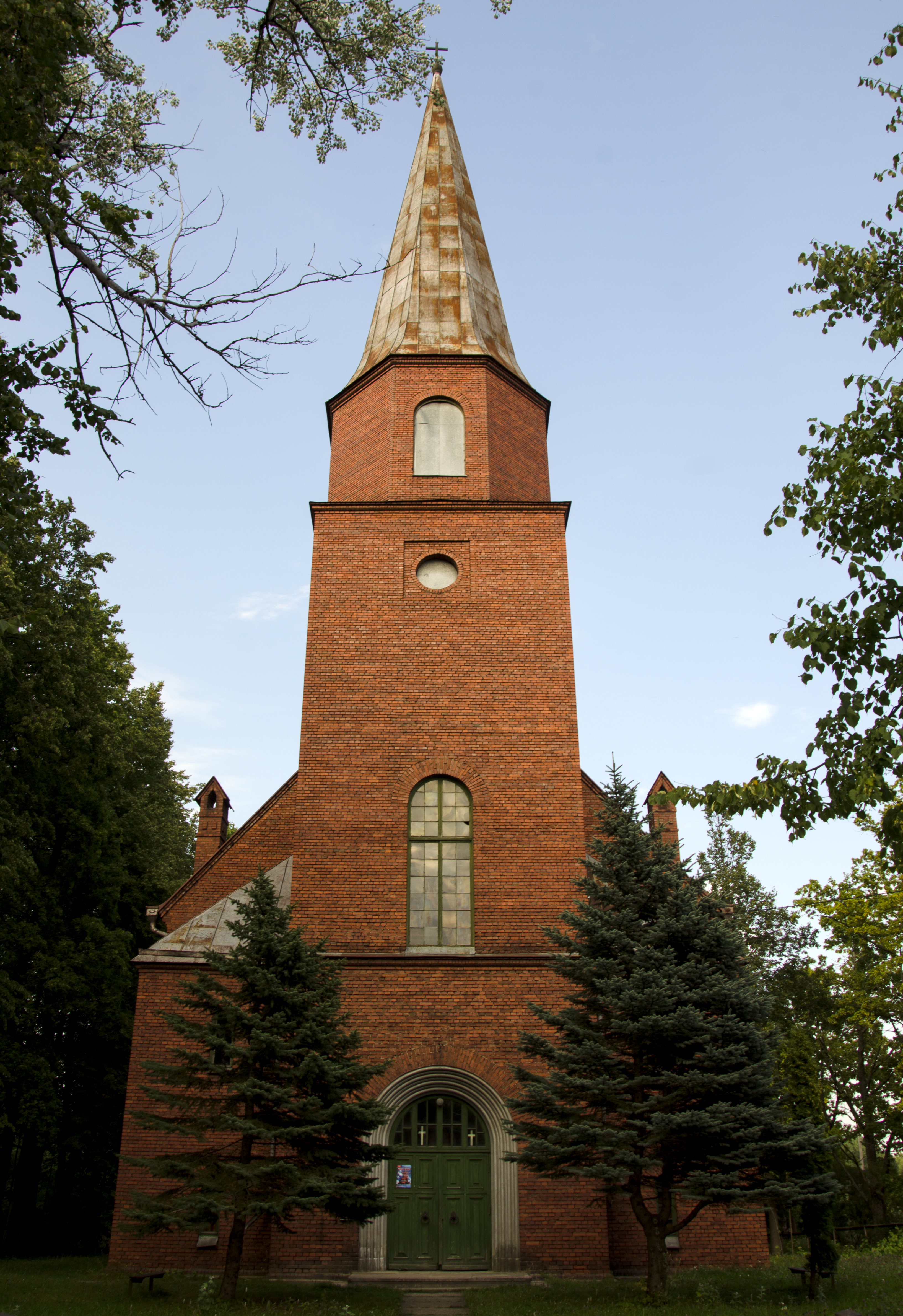
Kościół św. Piotra w Pieczorach (estoński)
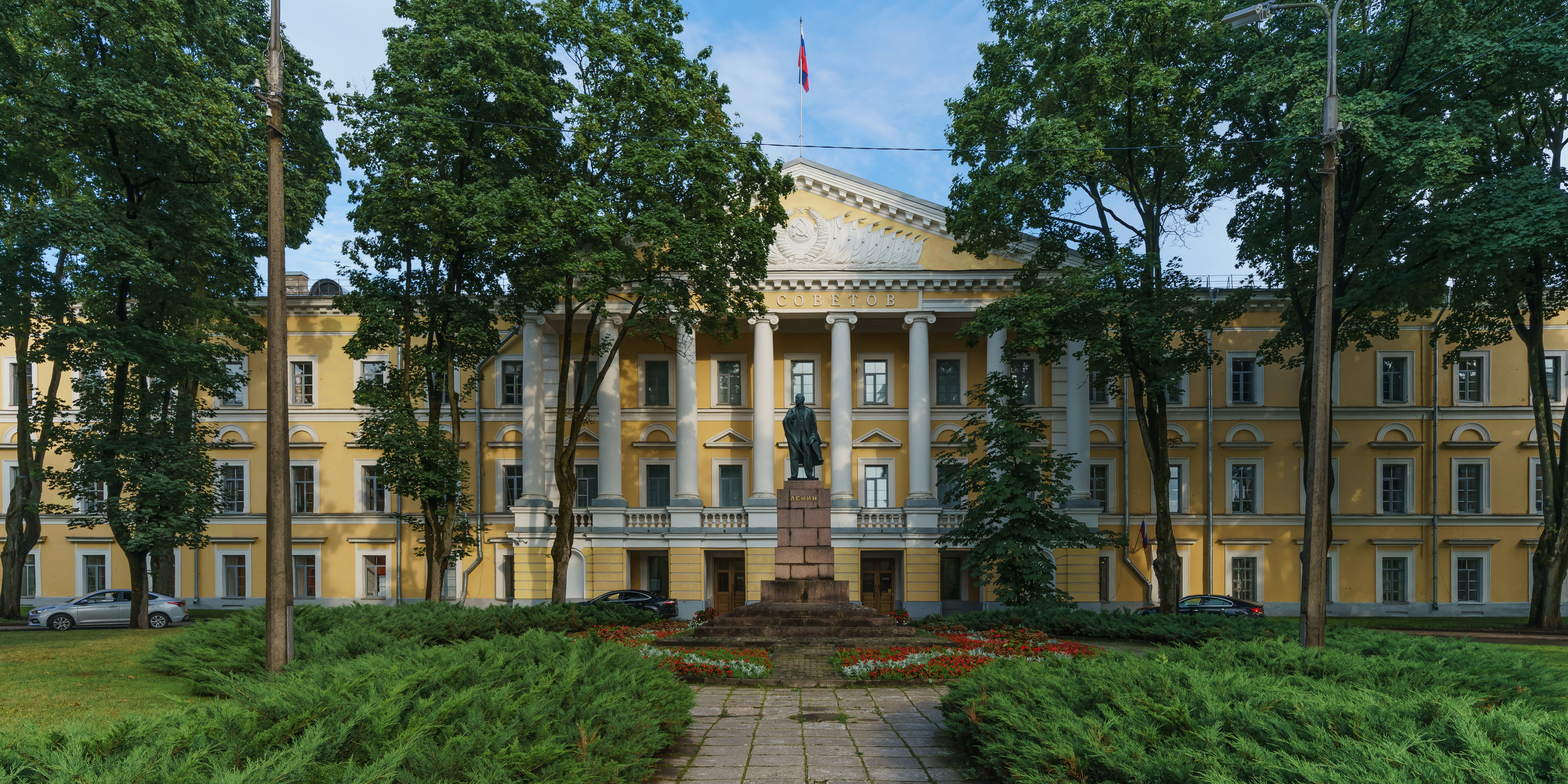
Gmach administracji obwodowej w Pskowie